# Слов'яно-молдавський літопис (1359—1504)
Слов'яно-молдавський літопис 1359—1504 років — молдавський літопис XVI ст. Написаний церковнослов'янською (середньболгарською). Починається з легендарної повісті про походження молдаван і заснування Молдавії в 1359 році Драгошем І. Закінчується описом смерті молдавського господаря Штефана III в 1504 році. Містить найдетальніший опис легенди про заснування Молдавії та її герб. Оригінал втрачено; збереглося 11 списків, які знаходяться у російських архівах. Найповніший з них вміщений до Воскресенського літопису під назвою «Стисле сказання про молдавських господарів, звідки почалася Молдавська земля, року 6867». Важливе джерело з історії Молдавського князівства, сусідніх країн, а також історії молдавсько-українських відносин.

## Назва
- Стисле сказання про молдавських господарів, відколи почалася Молдавська земля, року 6867 (церк.-слов. Сказание вкратцѣ о молдавскых господарехъ отколѣ начасѧ Молдовскаа землѧ въ лѣто 6867[1]) — повна назва.
- Слов'яно-молдавський літопис 1359—1504 років — історіографічна назва[2][3].
- Молдавсько-руський літопис, Молдавсько-російський літопис, Молдавсько-руська хроніка (англ. Moldo-Russian Chronicle) — історіографічна назва.
- Молдавський фрагмент Воскресенського літопису

## Зміст

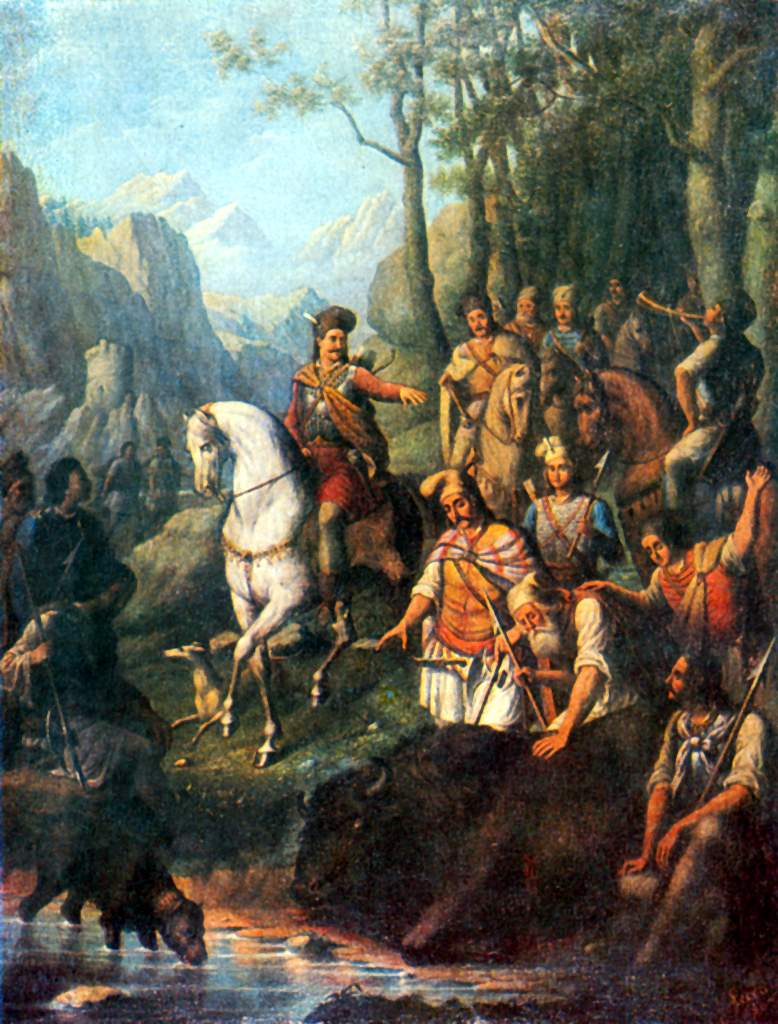
Драгош І на берегах Молдави під час полювання на тура (К. Лека, ХІХ ст.)

Слов'яно-молдавський літопис 1359—1504 років  поділяється на три взаємопов'язані смислові блоки: 1) поява православних волохів на Мармарощині, 2) заснування Драгошем Молдавської держави в 1359 році, й 3) перелік усіх молдавських господарів від Драгоша до Штефана ІІІ, що помер в 1504 році.
Літопис починається з епонімічної легенди про родоначальників волохів — міфічних братів-християн Романа і Влахату. Рятуючись від гонінь, ці двоє венеційців прийшли до місцевості Старий Рим, де заснували місто Роман. Їхні нащадки — так звані Романовичі (Романівці) – жили тут декілька років, зберігаючи вірність православ'ю. Після того як «папа Формос» перейшов у католицтво, його послідовники заклали Новий Рим. Відтоді між православними (старими римлянами) і католиками (новими римлянами) розгорілася велика війна, яка тривала до часів правління угорського «короля Владислава». Той був небожем православного архієпископа Сави Сербського, таємно сповідував православну віру, але на людях дотримувався «латинського закону».
За часів Владислава на Угорське королівство напали татари. Під проводом князя Неймета вони полишили свої кочів'я на річках Прут і Молдава, перейшли через Ердель (Трансільванію) і стали на річці Мореш (Муреш). Владислав звернувся за військовою допомогою до кесаря і папи, і покликав до свого війська старих (православних) і нових (католицьких) римлян. Останні надіслали угорському королю як одновірцю таємну грамоту, пропонуючи поставити старих римлян у перші ряди війська, аби вони загинули у битві з татарами, а тих хто вціліє, залишити в Угорщині, допоки нові римляни не захоплять Старого Рима і не обернуть у католицтво тамтешніх жінок і дітей.
Незабаром на Тисі відбулася велика битва між Владиславом і татарами Неймета. Старі римляни, які були у перших рядах, спільно з угорцями вибороли перемогу. Король, вражений їхньою хоробрістю, запросив їх на службу і показав таємну грамоту нових римлян. Не повіривши цьому, старі римляни відпросилися у Владислава провідати свою батьківщину. Пересвідчившись, що Старий Рим зруйновано, а жінки і діти прийняли католицьку віру, вони повернулися до короля, прохаючи в нього землі для проживання і право сповідувати православ'я. Владислав залюбки виконав прохання і дарував старим римлянам землю на Мармарощині, між річками Морешем і Тисою, в місцевості на ймення Крижи (Крижетур). Вигнанці оселилися тут й взяли собі за жінок угорок, яких навернули у православ'я.
Серед «Романовичів» був мудрий і мужній чоловік на ім'я Драгош. Одного разу на полюванні, у погоні за туром, він подолав гори і знайшов прекрасну нічийну землю на окраїні татарських кочів'їв. З дозволу угорського короля Владислава, Драгош разом із дружиною та сім’ями перейшов Карпати і оселився у новій землі по річці Молдава. Переселенці обрали його своїм господарем і воєводою. Таким чином, з Божої волі, почалася Молдавська земля (держава). Драгош зробив собі гербову печатку із головою тура, на згадку про цю подію.
Драгош правив 2 роки, його син Сас — 4, онук Лацко — 8 років. Потім 6 років керував воєвода Богдан. Після цього слідує перелік молдавських воєвод з часом їхнього правління. Літопис закінчується коротким повідомленням про смерть Штефана ІІІ в липні 7010 (насправді помер 2 липня 1504) і переході влади до його сина Богдана.

## Списки
Слов'яно-молдавський літопис 1359—1504 років зберігся у 11 списках XVI—XVIII століття; з них — 7 списків Воскресенського літопису, 3 списки змішаного змісту, 1 — у складі Патріаршого списку Никонівського літопису. Усі вони зберігаються в рукописних зібраннях Санкт-Петербурга і Москви. Найбільш ранні з них датуються другою половиною XVI ст. 
- Воскресенський список — найповніший і найстаріший з усіх списків[5]. Зберігається в Бібліотеці Російської академії наук, відділі рукописів, № 34.5.24[5]. Написаний чітким красивим півуставом одного почерку 2-ї половини XVI ст., в 1°, на 512 аркушах, без врахування 4 чистих аркушів[5]. Палітурка виготовлена з дошок, обтягнутих тисненою шкірою[5]. Водяні знаки — гербовий щит і кабан[5]; вони мають близькі аналогії у Миколая Ліхачова[6]. На аркушах 1—82 по нижньому поля вкладний запис 1658 року московського патріарха Никона до Воскресенського Новоєрусалимського монастиря[5]. Інша назва, відома в історіографії, — ХІІ Академічний список[7][8].
Склад рукопису:
аркуші 1—3, 513 — чисті;
аркуші 4—117: вступ до Воскресенського літопису;
аркуші 110—117: Слов'яно-молдавський літопис 1359—1504 років;
аркуші 117—512: Воскресенський літопис, доведений до 1347 року[5].

## Видання
Вперше літопис було опубліковано 1793 року в Санкт-Петербурзі, як 13 главу Воскресенського літопису: «Сказание въкратъцѣ о Молдавъскыхъ государехъ отколе начася Молдавъскаа земля». Друга публікація мала місце 1856 року, в серії «Полное собрание русских летописей»; це була глава того самого Воскресенського літопису: «Сказаніе вкратцѣ о Молдавскыхъ государехъ, отколѣ начася Молдовскаа земля». Остання публікація вийшла 1976 року в Москві, у зібранні слов'яно-молдавських літописів під редакцією Пилипа Грекула.

## Текст
| Оригінал |  | Переклад |
| --- |  | --- |
| Сказание вкратцѣ о молдавскых господарехъ отколѣ начасѧ Молдовскаа землѧ въ лѣто 6867 |  | Стисле сказання про молдавських господарів відколи почалася Молдавська земля року 6867 [1358—1359] |
| От града Виницѣи приидоша два брата: Романъ да Влахата, во христиѧнстѣй вѣрѣ сущи, избѣгоша от гонениа ерѣтикъ на христѧанѣ и приидоша в мѣсто нарицаемое Старый Римъ, и создаша себѣ градъ по имени своему, Романъ, изживше лѣта, они и род их, доколѣ отлучисѧ Формос папа от православиа в латиньство. |  | Із міста Венеції прийшли два брати: Роман і Влахата, що були віри християнської. Тікали вони від гонінь єретиків на християн і прийшли до місця званого Старий Рим, і створили собі місто за іменем своїм — Роман. Жили вони і їхній рід роками, аж поки папа Формос відступився від православ'я у латинство. |
| И по отлучении вѣры христовы, создаша себѣ латина новый градъ и прозваша его Новый Римъ, и зваша к себѣ в латыньство романовъцовъ в Новый Римъ. Романовъци же не восхотѣша, начаша велию брань съ ними чинити и не отлучишасѧ от вѣры христовы. И от того врѣмени быша во брани до дръжавы Владислава, королѧ угорьского. А Владиславъ краль бѣ братень сынъ Саве, архиепископу серьпъскому, и крещенъ бысть от него и дръжаше вѣру христову во сръдци тайно, а ѧзыкомъ и кральвьскимъ украшениемъ бѧше латынинъ. |  | Після відступу від віри Христової створили собі латиняни місто й назвали його Новий Рим. Покликали вони до себе в латинство Романовичів, до Нового Рима. Романовичі ж не захотіли, почали з ними велику війну та не відступилися від віри Христової. Відтоді воювали вони до правління Владислава, короля Угорського. А король Владислав був братом сина Сави, архієпископа Сербського, і був ним хрещений, і тримав віру Христову таємно в серці, а мовою та королівським строєм був як латинянин. |
| И в лѣто Владислава коралевъства воздвижесѧ на Угры брань от татаръ, от князѧ Неймета с своихъ кочевищь, с рѣкы Прута и с рѣкы Молдавы. И преидоша чрезъ высокие горы и поперегъ земли Угорьскиа Ерделѧ, и приидоша на реку Морешь и ста ту. И слышавъше же угорьский краль Владиславъ нахождение татарьское и послаша вскорѣ в Римъ х кесарю и папѣ, дабы пришли к нему на помощь, к старым римлѧномъ, к романовцемъ послаша же. Новые же римлѧне и старые римлѧне совокупишасѧ, и приидоша во Угры. Владиславу королю на помощь. |  | У роки королювання Владислава рушили на угрів війною татари, князь Неймет зі своїх кочовищ, з річки Прута і з річки Молдави. Пройшли вони через високі гори і поперек угорської землі Ердель, і прибули до річки Мореш, і стали тут. Почув же угорський король Владислав про наступ татарський і послав невдовзі до Рима, до кесаря і папи, аби прийшли йому на допомогу. Послав і до старих римлян, до Романовичів. Нові римляни та старі римляни зібралася, і прийшли до угрів, на поміч королю Владиславу. |
| Новые же римлѧне послаша грамоту ко Владиславу, королю угорьскому, тайно: «Великому кралю Владиславу, Златый Затокъ, рекше угорьскому. Имѣютъ с нами брань о вѣрѣ старые римлѧне, не хотѧше с нами в новый римъскый законъ и живѧше въ греческой вѣрѣ во Старомъ Римѣ. А нынѣча они всѣ приидоша с нами к тебѣ на помощь, едины жены и дѣти малые оставиша во Старомь Римѣ: и мы есмѧ с тобою одинъ законъ, приѧтелемъ своим есмѧ заодин приѧтели и неприѧтели своим есмѧ заодинъ неприѧтели. А ихъ бы еси послалъ напреди всѣх людей противъ татаръ, чтобы они побиты были, или от таковыхъ их богъ свободит, и ты бы их оставил у себѧ во своей земли, только бы они не возвратилисѧ во Старой Римъ, и мы жены их и дѣти поемлемъ къ себѣ в римскый законъ». |  | Нові римляни таємно послали грамоту Владиславу, королю угорському: «Великому королю Владиславу, званому Золотий Заток, Угорському. Воюють із нами за віру старі римляни: не бажають вони бути із нами у новому римському законі, а живуть у грецькій вірі у Старому Римі. Нині ж вони всі прийшли з нами до тебе на допомогу, лишивши одних жінок і малих дітей у Старому Римі. Ми з тобою одного закону — своїм приятелям ми є заодно приятелями і ворогам своїм є заодно ворогами. Пошли старих римлян попереду всіх людей проти татар, щоб вони биті були. Або, коли Бог порятує їх від цього, то залиши у себе у своїй землі, лиш би вони не повернулися до Старого Риму. Ми ж жінок їхніх і дітей візьмемо до себе у римський закон». |
| И немногу врѣмени минувшу, и быша битва велика Владиславу королю угорьскому съ татары, съ Неймѣтомъ княземъ на рѣкѣ на Тисѣ, и поидоша старые римлѧне наперед всѣх и опосле многие люди угрове и римьлѧне одинъ латыньский законъ, и побиша татаръ преже старые римьлѧне и потомъ угрове и рамановове и немного падоша старых римлѧн. |  | Пройшло небагато часу, і була велика битва Владислава, короля угорського, з татарами, з князем Нейметом на річці Тисі. І пішли старі римляни попереду всіх, а за ними багато людей — угри і римляни одного латинського закону. І побили татар спочатку старі римляни, а потім угри і Романовичі, і полягло старих римлян небагато. |
| Краль же Владиславъ угорьскый вельми радовашесѧ о таковѣмь пособии божии, а старых римлѧнъ велми жалуа и милуѧ за ихъ храбрость, и показаша имъ грамоту новыхъ римлѧнъ, что о них писали и о ихъ женах и позваша их к собѣ служити, дабы не пошли въ Старой Римъ, да не погибли от новых римлѧнъ. И смотрѧчи королева писаниа и не имѧше вѣры и просиша у королѧ дабы им ослободилъ послати обызрѣти Старый Рим, есть ли жены их и дѣти или нѣтъ? И поидоша посланни, и возвратишасѧ воскорѣ и сказаша имъ: «Градъ нашь Старый Римъ разоренъ бысть и жены и дѣти наши поимали новые римлѧне во своей латыньской законъ». |  | Король же Владислав угорський дуже радів такій допомозі Божій, а старих римлян дуже жалував і милував за їхню хоробрість. І показали їм грамоту нових римлян, що вони писали про них і жінок їхніх, і покликали їх [угорці] собі служити, щоб не йшли до Старого Риму і не загинули від нових римлян. Побачивши королівського листа і не вірячи йому, вони попросили у короля, щоб велів їм послати когось оглянути Старий Рим: чи є їхні жінки і діти, чи немає? І пішли посланці, і повернулися невдовзі, і сказали їм: «наше місто Старий Рим зруйноване, а наших жінок і дітей забрали нові римляни у свій латинський закон». |
| Они же биша челомь Владиславу королю, дабы их не уклонилъ в латыньской законъ и поволилъ бы имъ дръжати христиѧньской закон греческый и далъ бы имъ на прожитокъ землю. Владиславъ же король приѧ их с великымъ хотѣнием и даде имъ землю в Маромаруше, межи рѣками Морешем и Тисею, нарицаемое мѣсто Крижи и ту вселишасѧ и собрашаѧ римлѧне и живѧше ту и поѧше за себѧ жены угоркы от латыньского закону во свою вѣру христиѧньскую, даждь и до нынѣ. |  | Вони ж били чолом королю Владиславу, щоб не схиляв їх до латинського закону і дозволив би їм триматися християнського грецького закону, і дав би їм землю на прожиток. Король Владислав вельми охоче прийняв їх і дав їм землю в Маромаруші, між річками Морешем і Тисою, що зветься місце Крижі, де вони й поселилися. Зібралися римляни, жили тут і одружилися з угорками латинського закону, яких навернули у свою віру християнську. Так воно є й до нині. |
| И в нихъ бѣ чловѣкъ разуменъ и мужественъ именемъ Драгожь и поиде себѣ со дружиною на ловъ звѣринъ и найдоша под горами высокими слѣдъ туровъ и поидоша слѣдомъ за туромъ чрезъ горы высокіе и перейдоша высокиа планины, сии рече горы и преидоша за туромъ на мѣсто долние и краснейшие и наехаша тура у рекы на брегу под вербою и его убиша и насытишасѧ отъ лова своего. И прииде имъ от бога во сръдце мысль, дабыхъ разсмотрили себѣ на жительство мѣсто и вселисѧ ту и съвокупишасѧ единомышлено и восхотѣша всѣ пребыти ту и возвратишасѧ воспѧть и повѣдаша своимъ всѣм о красотѣ земли и о рѣкахъ и о криницах, дабы вселисѧ ту, и ихъ дружина мысли их похвалиша и восхотѣша пойти тамо, гдѣ они быша и мѣсто зглѧдаша, занеже бѣ мѣсто пусто и во край тарьскых кочевнищь, и биша челомъ Владиславу, королю угорьскому, дабы их отпустилъ пойти. Владиславъ же король отпусти их с великою милостью. |  | Серед них був розумний і мужній чоловік на ім'я Драгож. Пішов він собі з дружиною на звірині лови і знайшов під високими горами слід тура. Рушили вони назирцем за туром через високі гори, перейшли високі полонини, звані горами, і прийшли за звіром до долішнього і прекрасного місця. І напали на тура біля річки, на березі під вербою, убили його і наситилися ловом своїм. І прийшла їм від Бога у серце думка, аби розглянули собі для проживання те місце і поселилися тут. Зібравшись одностайно, захотіли вони усі переїхати сюди. Повернувшись назад, повідали вони всім своїм про красу землі, і про річки, і про криниці, аби поселитися там. Їхня дружина похвалила їхні думки, і захотіла піти туди, де були вони. І оглянули вони те місце, бо ж було воно пусте і на краю татарських кочовищ. Били вони чолом Владиславу, королю угорському, щоб їх відпустив піти. Король Владислав відпустив їх із великою милістю. |
| И поидоша они от Марамуриша со всею дружиною и з женами и з дѣтьми через горы высокие, ово лѣс просѣкаа, ово камение пробираѧ, и прейдоша горы божиею помощию и прийдоша на мѣсто гдѣ Драгошь тура уби, и возлюбиша и вселишасѧ ту, и выбра из своей дружины себѣ мужа разумна именемъ Драгоша, и назваша его себѣ господаремъ и воеводою. И оттоле начашасѧ божиимъ произволениемъ Молдавскаѧ землѧ. |  | Пішли вони із Марамуриша з усією дружиною, з жінками, з дітьми, через високі гори, то ліс рублячи, то каміння вивертаючи. Подолали вони гори з Божою поміччю і прийшли на місце, де Драгош тура вбив. І сподобалося воно їм, і поселилися вони тут. Вибрали вони собі зі своєї дружини розумного чоловіка на ім'я Драгош, і назвали його собі господарем і воєводою. І відтоді, з волі Божої, почалася Молдавська земля. |
| И Драгошь воевода насади пръвое мѣсто на рѣкѣ на Молдавѣ и потомъ насадиша мѣсто Бани и иные мѣста по рекамъ и по криницамъ и учиниша себѣ печать воеводскую во всю землю турью голову, и господьствовалъ на воеводствѣ лѣта два. |  | Воєвода Драгош заклав перше поселення на річці, на Молдаві, а потім заклав поселення Бані та інші міста по річках і по криницях. Зробив він собі воєводську печатку з турячою головою для всієї землі й господарював на воєводстві два роки. |
| И по немъ воеводствова сынъ его, Сасъ воевода, лѣта четыре. |  | Після нього воєводствував його син, воєвода Сас, — чотири роки. |
| И по Сасѣ сынъ его Лѧтцко восмь лѣтъ. |  | Після Саса — його син Лацько, вісім років. |
| Потомъ государьствова Богданъ воевода лѣтъ шесть. |  | Потім господарював воєвода Богдан — шість років. |
| Потомъ государьствова Петрь воевода, сынъ Мушатинъ, шестьнатцать лѣтъ. |  | Потім господарював воєвода Петро, син Мушати, — шістнадцять років. |
| По немъ братъ Петровъ, Романъ, три лѣта. |  | Після нього — Роман, брат Петра, три роки. |
| По немъ господьствова братъ его Стефанъ лѣтъ семъ. |  | Після нього господарював його брат Стефан — сім років. |
| По немъ господьствова Юга воевода, лѣта два. |  | Після нього господарював воєвода Юга — два роки. |
| Въ лѣто 6915 господьствова Александръ воевода лѣт 32 и мѣсѧць 8. |  | Року 6915 господарював воєвода Александр — 32 роки і 8 місяців. |
| По немь Ильѧшь воевода, пръвый сынъ его, господьствова самъ два лѣта и мѣсѧць 9, и з братомъ своимъ Стефаномъ господьствова вкупѣ лѣтъ 7. Ять Стефанъ воевода брата своего Ильѧша воеводу и ослѣпи его, а Стефанъ воевода послѣ брата своего господьствова лѣтъ 7. И отсѣче Стефану главу Романъ, сынъ брата его, Ильѧша воеводы. |  | Після нього воєвода Іляш, перший його син, господарював два роки і 9 місяців, а із братом своїм Стефаном господарював разом 7 років. Взяв воєвода Стефан свого брата, воєводу Іляша, і осліпив його, і після нього господарював 7 років. Стефану відрубав голову Роман, син воєводи Іляша, брата його. |
| И господьствова Романъ едино лѣто. |  | Господарював Роман один рік. |
| И по немъ господьствова Петръ, сынъ Александра въеводы, едино лѣто, и даде Петръ Келею град Угром. |  | Після нього господарював Петро, син воєводи Александра, — один рік. Дав Петро місто Келею угорцям. |
| По немъ господьствова Чюберь воевода, 2 мѣсѧца. |  | Після нього господарював воєвода Чюбер — 2 місяця. |
| По немъ господьствова Александрелъ воевода, сынъ Ильяша воеводы, 4 лѣта. |  | Після нього господарював воєвода Александрел, син воєводи Іляша, — 4 роки. |
| По Александрелѣ воеводе господьствовалъ Богданъ воевода, сынъ Александра воеводы, 2 лѣта, а отець Стефана воеводы. И отсѣче главу ему Петръ воевода, рекомый Аронъ. |  | Після воєводи Александрела господарював воєвода Богдан, син воєводи Александра, батько воєводи Стефана, — 2 роки. Йому відрубав голову воєвода Петро, званий Арон. |
| А самъ Петръ воевода господьствова 2 лѣта, и при немъ начасѧ дань даѧти турьскаѧ. И по неколицѣ времени отсѣче главу ему Стефанъ воевода, сынъ Богдана воеводы. |  | А сам воєвода Петро господарював 2 роки і при ньому почали давати турецьку данину. І через деякий час йому відрубав голову воєвода Стефан, син воєводи Богдана. |
| Въ лѣто 6973 Стефанъ воевода, сынъ Богдана воеводы, Келею градъ у Угровъ опѧть назадъ взѧлъ. |  | Року 6973 воєвода Стефан, син воєводи Богдана, повернув місто Келею від угорців. |
| Въ лѣто 6992 прииде царь Баазытъ турьской и взѧл у Стеѳаиа два града, Келею и Бѣлъградъ. |  | Року 6992 прийшов турецький цар Баазит і взяв у Стефана два міста — Келею і Білград. |
| Въ лѣто 7005 прииде краль лѧтцкий Арбелть на Стефана воеводу и помирисѧ с Стефаномъ лестию и пойде во свою землю цѣлыми мѣсты. И догони его Стефанъ на Буковине, и поби его. |  | Року 7005 прийшов лядський король Арбелт на воєводу Стефана, помирився з ним лестощами і пішов до своєї землі цілими місцями. Догнав його Стефан на Буковині та побив його. |
| Въ лѣто 7017 июлѧ, престависѧ Стефанъ воевода. |  | Року 7017, в липні, представився воєвода Стефан. |
| А у Стефана были 4 сыны: Петръ, Олександръ, два Богдана. |  | А у Стефана було 4 сини: Петро, Олександр, два Богдана. |
| А по немъ нача господьствовати сынъ его Богданъ. |  | Після нього став господарювати його син Богдан |

### Характеристики
- Мова: староросійський переклад, оригінальна мова — середньоболгарська (староболгарська)[13]
- Дата укладання: 1517—1527[13]

### Монографії
- История Венгрии: в 3-х т./ под ред. В.П. Шушарина. Москва: Наука, 1971. Т. 1. С. 145.
- Тихомиров, М.Н. Летописи и хроники. Москва: Наука, 1976. С. 85—93.

### Статті
- Болдур, А.В. Славяно-молдавская хроника в составе Воскресенской летописи // Археографический ежегодник за 1963 г. Мссква, 1964. С. 72—86.
- Кириченко, К. Створення «замовних» творів історичного змісту на початку XVI cт.: Велике князівство Литовське та Московське князівство // Україна в Центрально-Східній Європі. 2014. Вип. 14. С. 36—55.
- Майоров, А.В. Образование Молдавского государства // Вопросы истории. Москва, 2014. № 4. 82—105
- Паскарь, Е.Г. Географические и этноисторические сведения «Сказания вкратце о молдавскых господарех отколе начася Молдовскаа земля» // Этнические общины и диаспоры во времени и пространстве (доклад). Кишинев, 2017